# 오봉옥
오봉옥(吳奉玉, 1968년 7월 8일 ~ )은 KBO 리그 삼성 라이온즈, 쌍방울 레이더스, KIA 타이거즈, 한화 이글스에서 활동했던 전 KBO 리그 투수이다.

## 프로 생활 스토리
제주도 출신 최초의 프로 선수이다.
쌍방울 레이더스에서 내야수 박계원과 함께 트레이드된 후 해태 타이거즈와 KIA 타이거즈에서 1999년 ~ 2001년에 걸쳐 3년간 마무리 투수로 활약했다.
2004년 한화 이글스로 이적한 뒤 2006년 말  방출되어 은퇴한 후  고향으로 돌아갔으며 현재는 제주제일중학교 감독으로 활동하고 있다. 데뷔 첫 해에 무패(13승(2선발)) 승률왕에 올랐지만 교통사고로 물의를 빚어 1995년 시즌 후  삼성 라이온즈에서 방출된 이력이 있다.

## 주요 기록
- 1992년 13승(2선발) 무패 1.000승률 역대 1위[2]

## 출신 학교
- 태흥초등학교
- 남원중학교
- 포항제철고등학교
- 영남대학교(중퇴)

## 등번호
- 52 - 삼성 라이온즈 (1992 ~ 1994)
- 18 - 삼성 라이온즈 (1995)
- 67  - 쌍방울 레이더스, 해태 타이거즈 + 기아 타이거즈  (1999 시즌 중 ~ 2001) ,   한화 이글스
- 20 - KIA 타이거즈 (2002 ~ 2003)